# Babar – elefanternas konung
Babar – elefanternas konung är en animerad film regisserad av Raymond Jafelice som är baserad på böckerna om Babar av Jean de Brunhoff och Laurent de Brunhoff.
Den hade urpremiär i Quebec i Kanada 26 februari 1999 och premiär dubbad på svenska 11 februari 2000.

## Rollista för svenska röster
Rösterna till den svenskdubbade versionen är enligt Svensk filmdatabas:
- Oliver Peldius – Babar som liten
- Krister Henriksson – Babar som vuxen
- Lars Edström – Cornelius
- Lars Lind – Marabou
- Nova Bermejo-Hoffman – Celeste som liten
- Cecilia Nilsson – Celeste som vuxen
- Marcus Ardai-Blomberg – Arthur som liten
- Pontus Gustafsson – Arthur som vuxen
- Christina Schollin – den gamla damen
- Katja Sjöblom – Flora
- Love Bergström – Pom
- Tin Carlsson – Alexander
- Anders Nyström – Rataxes med flera
- John Harryson – Pamir med flera
- Bengt Järnblad – försäljningschefen med flera
- Nils Eklund – skräddaren
- Annika Brunsten – förbannelsen med flera
- EwaMaria Björkström-Roos – Babars mamma med flera
- Emilia Brown – ängel
- Stephan Karlsén– hissoperatör med flera
- Jojje Wadenius